# راجي إده
راجي إيدي (مواليد 18 مايو 1985) هو سبّاح لبناني، مثّل بلاده في الألعاب الأولمبية الصيفية 2000.

## روابط خارجية
راجي إيدي على موقع الاتحاد الدولي للسباحة (الإنجليزية)
- راجي إيدي على موقع أوليمبيديا (الإنجليزية)